# Эхинодорус Бертера
Эхинодорус Бертера (лат. Echinodorus berteroi) — вид многолетних гелофитных растений из семейства Частуховые (Alismataceae). Используется как декоративное аквариумное и прудовое растение.

## Этимология
Вид был впервые описан в XIX веке в честь урождённого на Кубе ботаника Карло Луиджи Джузеппе Бертеро (1789–1831).

## Описание
Многолетнее гелофитное корневищное растение, образующее розетки листьев. Листья подводные — длинночерешковые, узкие, ланцетные или линейные, до 30–40 см длиной. Надводные плавающие листья — более широкие, овальные или яйцевидные. С дальнейшим понижением уровня воды на длинных черешках проявляется новая форма листовых пластинок — сердцевидная.
Цветоносы высокие (до 1 м), с разветвлёнными мутовками. Цветки белые, трёхлепестковые, собраны в соцветия; диаметр около 2–3 см.
Плоды — многочисленные мелкие орешки.

## Распространение
Родина растения — Южная и Центральная Америка. Встречается от США (Техас, Флорида) до Аргентины. Заселяет заболоченные места, берега рек и озёр, канавы и временно затопляемые участки.
Растение хорошо приспособлено к жизни как в воде, так и на влажной почве. Растёт в пересыхающих от сезона к сезону водоёмах.
В аквариумах чаще развивается подводная форма, в прудах и на болотистых берегах образует крупные надводные листья.

## Синонимы
Согласно данным GBIF на август 2025 в синонимику вида входят следующие названия:
- = Alisma berteroanum Balb. ex Schult. & Schult.f.
- ≡ Alisma berteroi Spreng.basionym
- = Alisma macrophyllum var. minus Seub.
- = Alisma rostratum Nutt.
- ≡ Alisma sprengelii Rich.
- = Alisma sprengelii Rich. ex Kunth
- = Echinodorus berteroi subsp. patagonicus (Speg.) Rataj
- = Echinodorus berteroi var. berteroi
- = Echinodorus berteroi var. lanceolatus (Engelm. ex S.Watson & Coult.) Fernald
- = Echinodorus berteroi var. lanceolatus (Engelm. ex S.Watson & J.M.Coult.) Fassett
- = Echinodorus berteroi var. patagonicus (Speg.) Rataj
- = Echinodorus cordifolius (Engelm. ex S.Watson & Coult.) Fernald
- = Echinodorus cordifolius var. lanceolatus (Engelm. ex S.Watson & Coult.) Mack. & Bush
- = Echinodorus longilineatus Rataj
- = Echinodorus patagonicus Speg.
- = Echinodorus rostratus (Nutt.) Engelm.
- = Echinodorus rostratus (Nutt.) Engelm. ex A.Gray
- = Echinodorus rostratus (Engelm. ex S.Watson & Coult.) Fernald
- ≡ Echinodorus rostratus var. lanceolatus Engelm.
- = Echinodorus rostratus var. lanceolatus Engelm. ex S.Watson & Coult.
- = Sagittaria rostrata (Nutt.) Kuntze

## Использование в аквариумистике
Один из популярных видов эхинодорусов благодаря своей декоративности и относительной неприхотливости. В аквариуме предпочитает питательный грунт и достаточное освещение. Может использоваться как солитерное растение в средних и больших аквариумах. Размножается вегетативно — дочерними розетками, образующимися на цветоносе, а также делением куста.